# ستيجما (فلم)
ستيجما (بالإنجليزية: Stigma) هو فيلم درامي نيجيري صدر عام 2013 ويَتطرَّقُ لقضية التمييز الذي يواجهه الأشخاص المصابين بفيروس نقص المناعة البشري في قريةٍ في ولاية ريفرز. الفيلمُ من إخراج ديميناس داجوغو وبطولة جاكي أبيا وهيلدا دوكوبو وإيميكا إيكي ومن إنتاج وزارة الصحة بولاية ريفرز.

## القصّة
إيبسو (تلعبُ دورها الممثلة هيلدا دوكوبو) هي المسؤولة عن ولادة الأطفال في مجتمعها، وهي متزوجة من سمارت (يلعبُ دوره الممثل سوابيفيا دوكيدو) مدمن الكحول وزير النساء. على الجانبِ المقابل، هناك فانيسا (تلعبُ دورها الممثلة جاكي أبيا) وهي ابنة إيبسو التي تُواصل رفض تقدم إبيي (يلعبُ دوره الممثل دانيال برايد) لخطبتها لأنها لا تريد ارتكاب نفس الأخطاء الزوجية التي وقعت فيها والدتها. يُحاول إيبي جذب فانيسا له حتى تقبل الارتباط رسميًا به فيُقاسمها مخصصاته على أمل أن ترد بالمثل على رعايته لها يومًا ما. بسبب تدهور صحة والدتها المستمر، نصحت الدكتورة جيدي (تلعب دورها الممثلة إيميكا إيكي) فانيسا بإحضار إيبسو إلى العيادة بعد أن ثبت عدم فاعلية الأدوية العُشبية التي يقدمها الطبيب التقليدي. يدرك إيبي في نفس الوقت أن علاقته بفانيسا في خطر بسبب قربها من الدكتور جيد الذي يرعى والدتها.
في العيادة ، يتم عقد جلسة استشارية حول فيروس نقص المناعة البشرية مع فانيسا قبل الاختبار. كشف لها الدكتور فيما بعد أن والدتها مصابة بالإيدز، فتتذكر كيف استخدمت والدتها نفس المعدات لمختلف النساء الحوامل لسنوات. مع تدهور صحة إيبسو، يكشف المستشار إيديت (يلعب دوره الممثل فرانسيس دورو) أن فيروس نقص المناعة البشرية تُرك يعبث في جسمها دون علاج لسنواتٍ وهو ما تسبّب في مضاعفاتٍ كبيرةٍ على صحتها. تُوفيّت إيبسو بعد ذلك بوقت قصير، ثمّ يُسافر الدكتور جيد إلى بورت هاركورت بعد انتهاء عامٍ من خدمته فيَعرف أنّ فانيسا هي الأخرى مريضةٌ بفيروس نقص المناعة البشرية وذلك بعد اختلاطِ دمها في جهازٍ مصابٍ بالعدوى كانت تستخدمهُ والدتها إيبسو.
مع انتشار أخبار وجود فيروس نقص المناعة البشرية في عائلة إيبسو في جميع أنحاء القرية، يبدأ باقي القرويين في ممارسة نوعٍ من العنصريّة ضد فانيسا وشقيقيها ويقطعُ إيبيي علاقتهُ مع فانيسا التي تفشلُ في تحمّل وصمة العار وهو ما يدفعها لمحاولةِ الانتحار شنقًا، لكنها تفشلُ في ذلك بعد أن تمزق الحبل. يوفر الدكتور جيد والمستشار إيديت الترتيبات اللازمة لمقابلة فانيسا في بورت هاركورت، وهناك تُقدَّم فانيسا إلى القس جود (يلعب دوره الممثل كليم اوهاميز) من قبل الدكتور جيد الذي سجلها أيضًا في مجموعة اجتماعية تفاعلية للأشخاص المصابين بالإيدز. تفوزُ في نهاية المطاف فانيسا بجائزة الأمم المتحدة للكتابة للأشخاص المصابين بفيروس نقص المناعة البشرية، وتتزوّج من إيبي فيما بعد.

## طاقم التمثيل
- جاكي أبيا في دور فانيسا
- هيلدا دوكوبو في دور أيبو
- إيميكا آيك في دور الدكتور جيد
- سوابيفيا دوكيبو في دور سمارت
- نجوزي نوسو في دور تيليما
- فرانسيس في دور المستشار إيديت
- كليم اوهاميز في دور القس جود
- دانيال برايد في دور إيبي

## الإفراج
صدر الفيلمُ في الأول من كانون الأول/ديسمبر 2013 في بورت هاركورت للاحتفال باليوم العالمي للإيدز في ولاية ريفرز.

## الاستقبال
سلَّط موقع 360 نوبس.كوم (بالإنجليزية: 360nobs.com) في استعراضه الشامل للفيلمِ الضوء على إيجابيات التركيز على موضوع فيروس نقص المناعة البشرية مُقارنًا إيّاه بفيلم وداعًا غدًا الذي صدر عام 1995، وذهب إلى أبعد من ذلك ليقول أن الفيلم كان بمثابة تذكير بأنه على الرغم من أن انتشار فيروس نقص المناعة البشرية/الإيدز في انخفاضٍ إلا أن المرض لا يزال معنا.

## الجوائز
| الجائزة                                        | الفئة                               | المُرشَّح/ة     | النتيجة |
| ---------------------------------------------- | ----------------------------------- | ------------ | ------- |
| جوائز بيست أوف نوليوود عام 2015                | أفضل ممثلة في دورٍ رئيسي             | هيلدا دوكوبو | رُشِّح     |
| جوائز بيست أوف نوليوود عام 2015                | أفضل سيناريو                        |              | رُشِّح     |
| جوائز بيست أوف نوليوود عام 2015                | أفضل إنتاج                          |              | رُشِّح     |
| جوائز بيست أوف نوليوود عام 2015                | أفضل استخدام للزي النيجيري          |              | رُشِّح     |
| جوائز بيست أوف نوليوود عام 2015                | أفضل استخدام للغة النيجيرية الأصلية |              | فوز     |
| جوائز بيست أوف نوليوود عام 2015                | فيلم العام                          |              | رُشِّح     |
| جوائز أكاديمية أيقونات ذهبيّة للأفلام لعام 2015 | أفضل صورة متحركة                    |              | رُشِّح     |
| جوائز أكاديمية أيقونات ذهبيّة للأفلام لعام 2015 | أفضل فيلم درامي                     |              | رُشِّح     |
| جوائز أكاديمية أيقونات ذهبيّة للأفلام لعام 2015 | أفضل ممثلة                          | جاكي أبيا    | رُشِّح     |
| جوائز أكاديمية أيقونات ذهبيّة للأفلام لعام 2015 | أفضل سيناريو                        |              | رُشِّح     |